# Гаврилюк Михайло Олександрович
Михайло Олександрович Гаврилюк (2 січня 1932, с. Заболоття Люблінського воєводства, тепер Польща — 6 серпня 2006, м. Львів) — український учений, фахівець у галузі інформаційно-вимірювальної техніки, ректор Львівської політехніки у 1971—1991 роках.

## Біографія
Народився 2 січня 1932 року у селі Заболоття Люблінського воєводства (Польща) у родині письменника Олександра Якимовича Гаврилюка, який загинув 22 червня 1941 р. з великою групою львів'ян під час бомбардування Львова німецькою авіацією.
У 1939 році М. Гаврилюк розпочав навчання у Львівській середній школі, яке перервала Друга світова війна. Завершив навчання у м. Махачкалі (куди був евакуйований з родичами).
У 1949 р. вступив до Північнокавказького гірничо-металургійного інституту на спеціальність «Електрообладнання». В 1950 р. перевівся на другий курс електротехнічного факультету Львівського політехнічного інституту, який закінчив з відзнакою і отримав кваліфікацію інженера-електрика за спеціальністю «Автоматика і вимірювальні пристрої» у 1954 році. Був залишений для праці асистентом кафедри автоматики і телемеханіки.
У 1955 р. вступив до аспірантури. З 1955 — аспірант, а з 1963 — старший викладач кафедри автоматики і телемеханіки.
У 1964 році, після успішного захисту кандидатської дисертації на тему «Автоматичне зрівноважування мостів змінного струму», став кандидатом технічних наук. У 1965 р. обраний на посаду доцента. У червні 1966 року отримав вчене звання доцента.
У грудні 1964—1967 роках працював завідувачем відділу науки і навчальних закладів Львівського обкому КП України; з 1969 — проректор Львівського політехнічного інституту. У 1971 р., прийнявши естафету від свого попередника і наставника — професора Григорія Денисенка, призначений ректором Львівського політехнічного інституту.
Протягом 1976—1981 років — був керівником кафедри автоматики та телемеханіки, у 1976 р. йому надано звання професора.
У науковому доробку М. Гаврилюка близько 70 публікацій (статті) та 3 монографії. Йому належить понад 50 винаходів.
Помер 6 серпня 2006 року у Львові. Похований  на  Личаківському цвинтарі, поле 49.

## Наукова діяльність
Основним напрямом наукових зацікавлень професора М. О. Гаврилюка була автоматизація процесів вимірювання комплексних пасивних параметрів електричних кіл. Він плідно працював і у галузі аналізу методів та систем автоматичного зрівноважування аналогових мостів змінного струму, вивчав питання їх математичного моделювання, брав участь у розробленні нових алгоритмів дискретного зрівноважування та ефективних методів формування сигналів управління, а також розширення діапазону вимірюваних параметрів і створення на цій основі цифрових вимірювачів комплексних опорів тощо. Професор виконував ґрунтовні дослідження, пов'язані зі створенням вимірювачів та імітансів на фіксованій частоті та діапазоні частот на основі прямого перетворення в напругу, а також вимірювальних перетворювачів. Їхні практичні результати стали основою для розроблення і впровадження у серійне виробництво багатьох приладів, зокрема, портативного вимірювача CLR-4320, малогабаритного цифрового вимірювача CLR-E7-13, універсального вставного перетворювача для мультиметра Щ-48000 тощо.

## Внесок в розбудову Львівської політехніки
За каденції Гаврилюка М. О. Львівська політехніка почала стрімко розвиватися. Вона перетворилась на провідний навчально-науковий заклад країни. За його активної участі й безпосереднього керівництва розгорнулася масштабна госпдоговірна діяльність, пов'язана з оборонними замовленнями та космічною галуззю. Що стало істотним додатковим джерелом для фінансування потреб інституту.
Вирішувалися такі вузлові для вишу питання, як підготовка й підвищення кваліфікації науково-педагогічних кадрів, поліпшення роботи вчених рад із захисту дисертацій. За його наполяганням Політехніка взяла рішучий курс на повсюдне запровадження у навчальний процес обчислювальної і робототехніки.
За роки його ректорства, володіючи неабияким художнім хистом і смаком, він долучився до справи збереження багатих мистецьких цінностей, якими володів інститут. Саме тоді було виконано ґрунтовну реставрацію полотен, намальованих за ескізами всесвітньо відомого художника Яна Матейка і виставлених в актовій залі головного корпусу.

## Нагороди
За плідну будівничу діяльність удостоєний престижної премії Ради Міністрів СРСР (1978). Нагороджений також орденами «Знак Пошани» (1967), Трудового Червоного Прапора (1976), Жовтневої революції (20.08.1986), Почесною грамотою Президії Верховної Ради УРСР (1981). У 2005 р. вченому присуджено почесне звання Заслуженого працівника освіти України.